# Zara Barring
Zara Barring (Hindi: ज़ारा बारिंग) es una actriz y productora de cine nacida en Canadá y de nacionalidad india, activa en la escena de Bollywood. Zara también escribió y produjo el cortometraje The Essence of Mumbai.
Hizo su debut en el cine en 2011 en la película tamil Mayakkam Enna. En septiembre de 2015 interpretó el papel de Shazia el la serie de televisión de época Razia Sultan.

## Filmografía

### Cine
| Título                | Año  | Rol          | Notas            | Referencia  |
| --------------------- | ---- | ------------ | ---------------- | ----------- |
| Mayakkam Enna         | 2011 | Ramya        | Tamil            | [ 3 ]       |
| The Essence of Mumbai | 2012 | Soni Barring | Corto            | [ 4 ]       |
| Tujh Se Hee Raabta    | 2015 | Sofía        | Película para TV | [ 5 ] [ 6 ] |

### Televisión
| Título        | Año  | Rol          | Notas           | Referencia          |
| ------------- | ---- | ------------ | --------------- | ------------------- |
| Khotey Sikkey | 2011 | Soni Barring | Cameo           | [ 7 ]               |
| Adaalat       | 2011 | Sheena       | -               | [ 8 ]               |
| Razia Sultan  | 2015 | Shazia       | Drama histórico | [ 9 ] [ 10 ] [ 11 ] |